# Treubach
Treubach è un comune austriaco di 709 abitanti nel distretto di Braunau am Inn, in Alta Austria.